# ブル・リング
ブル・リング（英語:  Bull Ring）は、イングランドのバーミンガムにある商業区域。初めて市場が開かれた中世より、バーミンガムにおける重要な地区となった。一帯は最初に1960年代、そして2000年代と2度もショッピングセンターへの開発が行われている。
場所はディグベス地区に向かう急勾配へと続く、砂岩が隆起した街の外れに位置している。坂はニュー・ストリートからセント・マーティン教会まで、およそ15メートルの高低差がある。　

## 歴史

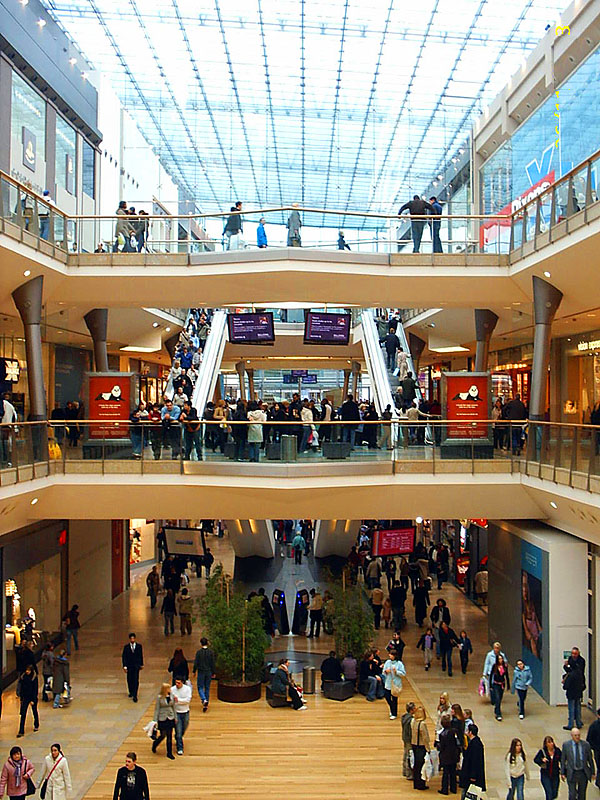
ブル・リング内部

地方の地主バーミンガムのピーター (Peter de Bermingham) が、ヘンリー2世から市場活動の特権を得た1154年、市場は正式に開かれた。当初、この地域では織物の貿易が発展し、市場は1232年に書かれた公文書の中に初めて言及された。この中では、ある商人がバーミンガムのウィリアム (William de Bermingham) のビジネスパートナーとして描かれ、織工、加治屋、仕立て屋、調達業者の4つの所有者であることが書かれていた。その7年後、もう一つの文書には、この区域の服地屋に関する記述があった。それから10年もしないうちに、この地区は大きな市場街へと成長し、大規模な布地貿易が確立したのである。
その後区域の一つを指す「マーサー・ストリート (Mercer Street) 」という名が、1553年の「バーミンガム報告書」の中で初めて挙げられた。これはこの地域における布地の商取引が卓越していた結果である。1500年代と1600年代、このマーサー・ストリートは急激な発展を遂げ、次第に窮屈な場所となった。また、マーサー・ストリートはその後1700年代初頭に「スパイサー・ストリート (Spicer Street) 」として知られるようになり、18世紀終わりごろには「スパイシアル・ストリート (Special Street) 」として発展した。この名称になったのは、布地の商取引に代わり、食料雑貨類や肉類の取引が拡大し始めたためである。地域は混雑し窮屈になるばかりであったにもかかわらず、通りに面した家の多くは庭がついていたことが、1798年の不動産広告から窺える。家々はセント・マーティン教会に近接して建設され、最終的に教会を取り囲む格好となる。これらは「ランダバウト(環状の)・ハウス」として知られるようになった。

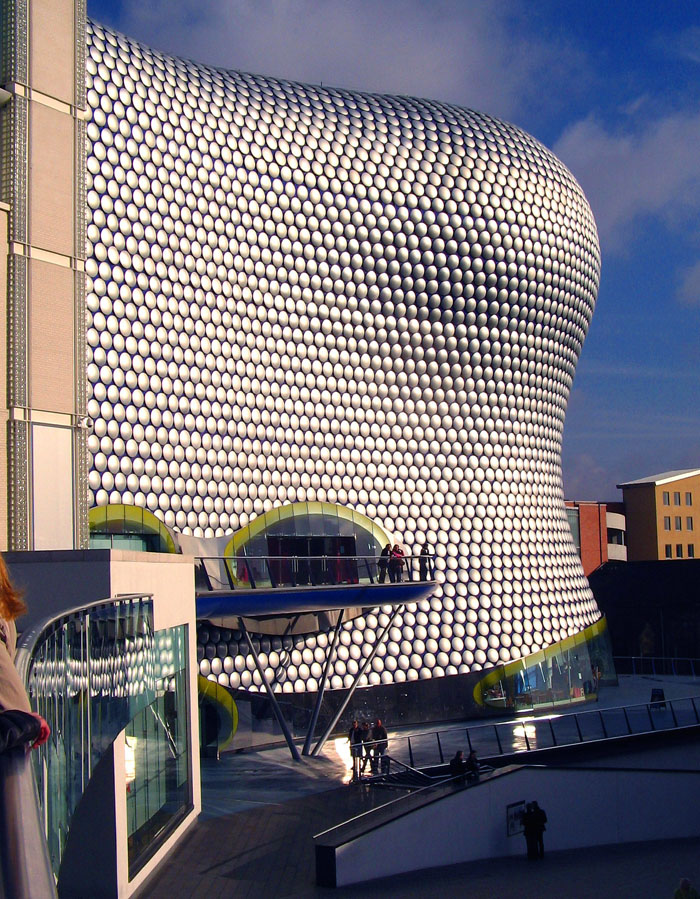
セルフリッジズ・ストア。フューチャー・システムズによる近代的な建物である。

1731年に発行された地図上では、ハイ・ストリートの近くにあった他の市場と共に、食品や畜牛・トウモロコシ等を含む他の市場も、近隣で発展していた。このトウモロコシ市場は、1848年にカーズ・レーン (Carrs Lane) のトウモロコシ商品取引所へ移動された。街が近代的な産業街へと成長した頃、ブル・リングはバーミンガムにおいて主要な小売市場区域へと発達していった。
建築学的な記録を持ち、街で一般の集会に使用された最初期の建造物は、ブル・リング内に建つ「ハイ・クロス」という建物である。これは、知られている中で最後の建設工事が終了したのが1703年で、1784年に破壊されたことがわかっている。この建物はウェルチ・クロス (Welch Cross) から分離したという点から、「オールド・クロス」としても知られた。これと同時に、この建物のアーチ門の下で、農婦が日々とれた作物を販売していたことから、「バター・クロス」という愛称があったことも分かっている。
また、バーミンガムの政治史において起こった一連の出来事からは、区域一帯が1830年代から1840年代まで、労働者階級のリーダー達によるデモやスピーチのための集会が行われる場所となったのが分かる。
1839年、ブル・リングは大規模な蛮行や不動産等の破壊行為が行われる結果となった「ブル・リング暴動」の地となる。自治体がこの暴動を防ぐまたは制圧することが出来なかったことから、街の住人を恐怖感へと駆り立てることになり、また自治体が無法状態に寛容なのではないかと推測される事態まで導いた。
近傍各地の定期市で乱暴な振る舞いが目撃されていたため、バーミンガムの中心部で定期市が開催される場所は、1861年に、スミスフィールド、ディグベスと、ブル・リングだけに限られた。1875年には、すべての定期市が街から締め出された。
市場の周囲にある区域も発展し、ヴィクトリア朝時代にはかなりの数の店舗が営業を行っていた。ここでは、移民達が花売りや傘商人のようなビジネスを立ち上げていた。さらに、建てられていたホレーショ・ネルソンの像が、宗教的説教や政治的抗議を行う場所になった。当時の有名な説教者には、「ホーリー・ジョー」や「ジミー・ジーザス」などと愛称が付けられた。

### ブル・リングの市場
1700年代後半になると、街の理事達は街の中心部にある家屋の購入や取り壊しを行う権限が与えられ、その他にもブル・リングの周辺にある家屋に対してや、区域における市場活動全ての権限についても許可されていた。これは街のあちらこちらで新しい市場が設立され、かなり雑然とした状態になった結果として行われたものである。こうした不動産の取り壊しはゆっくりと始まったが、1801年の法律後は各家屋の取り壊しのスピードが増し、1810年のケンプソンによるバーミンガム地図によれば、1810年には区域にあった全ての不動産が取り除かれていた。家屋が取り除かれる期間中、ブル・リングが形成される前に存在していた「ザ・シャンブルズ」や「コック（またはウェル）・ストリート」、「コーン・チーピング」などのストリートも取り去られている。中でもザ・シャンブルズは元々一列の肉屋群で、牛の屠殺場へと続く道路の近くに位置していた。
セント・マーティン教会に面する広い区画もあり、様々な市の立つ市場として使用されていた。その後街の理事により、風や雨の当たらないマーケット・ホールが必要であると決定された。理事は荘園領主から市場の権利を買い取り、1832年までに区域にあった2つを除く全ての財産が購入された。この2つというのは、その所有者が高額の買い取り金額を要求したために、理事達が購入できなかったものである。こうした財産の購入へ資金を賄うため、マーケット・ホールの両側に2棟の建造物を建設し、それらの貸借権がオークションで売られた。マーケット・ホールは、バーミンガム市庁舎の建築家として知られたチャールズ・エッジの設計により、1833年2月に建設が開始された。2万ポンド（土地の値段も含めると4万4800ポンド）の費用をかけたこの建物は、デュースバリーとウォルシューズによって完成され、1835年2月12日に開場し、600に及ぶ販売店舗を収容した。この建物は巨大で、ファサード部分がサマセット州のバースから採掘した石で造られていた。大きな2つのドーリア式の柱は、両側にある入口の支えとして使用された。その日の市場の営業が終わると、入口前の金属製の門扉が閉められた。
長さ365フィート、幅180フィート、高さ60フィートに及ぶホールの中心には、華麗な青銅の泉が取り付けられており、これは街の理事達が1851年に引退することを受けて寄贈されたものである。泉の基礎部分はヨークシャーから採掘した砂岩が使用され、直径4メートル60センチあった。これはギリシャのタッツァ (tazza) の形を模し、製作に900ポンドの費用をかけて作られたことが分かっている。ボウル部分の内部は8匹のライオンの頭部が彫刻されており、そこから水が噴出していた。泉の全体は高さ6.4メートルあり、中心には「配達人とその子達 (Messenger and Sons) 」と呼ばれた、高さ1.5メートルの像が立っていた。この像には4人の子供達が彫刻されており、それぞれ銃の製造、ガラス製造、青銅製品、工学技術と、バーミンガムにおける4つの主要な産業を表したものとなっていた。泉は1851年12月24日、当時の市場理事会長を務めていた、ジョン・キャドバリーによって落成式が行われた。その後、泉は1880年の後半にハイゲート・パークへの移設のため撤去されたが、結局それは実現せず、1923年に取り壊された。

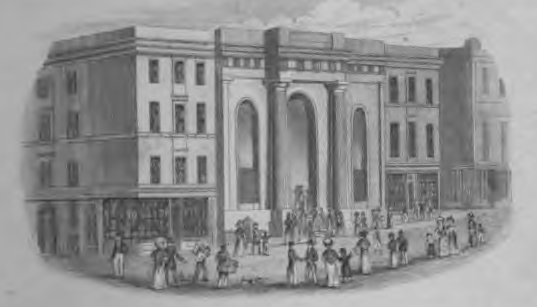
1836年の書籍に描かれた、古きマーケット・ホールの入口。

その後建物にガス灯が導入され、市場の営業時間が延長された。この他、マーケット・ホールに取り付けられたものには、リーズのウィリアム・ポッツ社 (William Potts and Sons) によって制作された時計があり、これには当時のウォリック伯ガイと伯爵夫人、その家来とサラセン人の姿が刻まれていた。この時計は1936年にデール・エンドにあったインペリアル・アーケードから移動したものであったが、1940年8月25日のドイツ軍の焼夷弾攻撃によって、マーケット・ホールと共に焼失してしまった。マーケット・ホール内の調査では、建物内でスリがごく普通に行われていたことが分かった。
1869年、ネルソン・ホテルのある場所（それ以前は「ドッグ・イン (Dog Inn) 」であった）に、魚市場が建設された。この当時ドッグ・インはスパイシアル・ストリートの最端にあり、上方の土地はカウパー家によって所有されていた。この魚市場はサマー・レーンにあり、カウパー家にちなんでつけられた「カウパー・ストリート」上に建てられたものである。1884年には、ジャマイカ・ロウに屋根付きの野菜市場が建設された。
また、区域一帯では馬の取引も栄え、ピークを迎えた1880年代には3000頭の馬が売買されていた。しかし、この商取引は急速に下降の一途をたどり、最後の馬の取引となる1911年に行われた定期市では、わずか11頭の馬と1匹のロバが出品されただけであった。
この区域の大部分は第二次世界大戦を生き延びたが、隣接するニュー・ストリート付近は重度に爆撃された。戦争が終わってから10年が過ぎても、人々にとって物品を購入することが困難であったことから、ブル・リングの店舗は購入者に購買意欲を促すために、免税品を販売した。また、イギリスの企業ウールワース・グループ社が、このブル・リングにあるスパイシアル・ストリートに店舗を構えると、人気店となりストリートでは最も大きい商店になった。マーケット・ホール跡は外壁だけが残り、小さな展覧会や青空市場の場所として使われることもあった。しかし、このホールへの改修工事は行われず、窓のあったアーチはレンガで塞がれた。

### 考古学的発見
2000年の再開発が始まった際、一帯の考古学的な発掘も同時に指揮された。現在はデパート「セルフリッジズ」とパーク・ストリートの駐車場がある位置からは、その時代を12世紀にさかのぼる水路が発見されている。考古学者はこれがムーア・ストリート駅が覆っている場所に位置していた、鹿の狩猟園 (deer park) と家屋を分けていた境界線であったことを発見した。また、水路に配列されていたガラクタには、十字型の模様が描かれている失敗した陶器の破片が多く含まれていた。これは陶器を焼く炉が、13世紀にその場所へ位置していたことを示している。他に、17世紀から18世紀のものと見られるなめし皮の入った多くの穴が、同じくパーク・ストリートの駐車場から見つかっている。これらの中には、坩堝や溶かされた金属が含まれている陶製の花瓶の破片が入っていた。これらの中に残っていたものには、銅と亜鉛や鉛とスズの合金が含まれている。
更に、現在インドア・マーケットが位置している場所からは、考古学者達によって13世紀のものと考えられる同じなめし皮の穴が、再び発見されている。他にもセント・マーティン教会の境内からも、18世紀および19世紀のものと思われる遺体が見つかった。これら埋葬された遺体を確認するために、家系の記録が用いられた。
こうした考古学的な発見と土地の歴史について情報の書かれたパネルが、ブル・リングにあるセント・マーティン・スクエア、エッジバストン・ストリート、パーク・ストリート、ハイ・ストリートにそれぞれ設置されている。

### 語源
ブル・リングのある区域は当初、この場所にあったコーン市場から「コーン・チーピング」として知られていた。「ブル・リング」という名称は、コーン・チーピングの中にあった、牛攻めに使用されていた緑地を指すものであった。この「リング」は、コーン・チーピングにあった、屠殺前の牛攻めのため牛を縛り付けておく鉄の輪のことである。21世紀の地域開発事業の中で、「ブルリング (Bullring) 」と1語で表記されるようになったことは、地区の住人の一部やそれまで「歴史的な綴り」であるとされたこの表記が変わったことに腹を立てた人々の間に、論争を呼んでいる。

## 最初のバーミンガム・ブル・リング・センター
1955年、地域の再開発が提案されたことを受け、店舗が閉店し始めた。計画には新しい道路を建設し、古い建物を取り壊して新しい建造物を建設することが盛り込まれていた。11社がこの新しいブル・リングの建設計画を提出したが、バーミンガム市理事会はジェームズ・A・ロバーツ (Jim Roberts) の代替デザイン案を用いるという、レイン (Laing) の提案に票を投じた。取り壊しは1950年後期に開始され、この際に元あった魚市場の取り壊しも始められた。その後の建設工事は、1961年の夏から行われている。
屋外の市場区域は、1962年6月にオープンとなり、まだ建設中であった新しいブル・リングに150戸の店舗が立ち並んだ。また、翌1963年にはマーケット・ホール跡の解体が開始された。
1964年、新しい「バーミンガム・ブル・リング・センター」の建設工事が、竣工に近付いた。センターは伝統的な野外市場と、屋内のショッピングセンターが入り混じったもので、この屋内のショッピングセンターは、街の中心部に位置するものとしては当時イギリス国内で初の試みであった。センターは1964年5月29日、エディンバラ公フィリップ皇子とアルダーマン・フランク・プライス、ハーバート・マンゾーニらによって開場され、総工費は800万ポンドに上ったと見積もられている。ショッピングセンター部分は23エーカー (9.3ヘクタール) あり、販売部分だけで35万平方フィートの広さを誇った。オープンのすぐ後に、女王エリザベス2世が訪れている。
市場部分はおよそ150店舗あり、その大多数は食品を販売していた。市場は、1967年から1971年にかけて建設された環状道路へ接続する、巨大な道路で分割されていた。また、バーミンガム・ニューストリート駅へ直接行ける通路もあったほか、ムーア・ストリート駅からは簡単に市場の区域へ出ることのできる通路もあった。階層が通常よりも多い車両のための駐車場も設けられており、500台分のスペースがあった。徒歩で行く際には、地下通路網を利用することも可能だった。開発の期間中に、ジャマイカ・ロウとスパイシアル・ストリートは取り壊され、地下層の市場の区画が取って代わった。
この複合施設には全部でおよそ140の店舗単位が35万平方フィートの敷地に位置しており、その他にも19のエスカレーターと40のエレベーター、更には96の大衆用ドアと述べ6マイルに及ぶエアダクトと33マイルに及ぶパイプがあった。また、デザイナーは建物内にくつろげる環境を作り出すため、空調が効き音楽が流れるようデザインした。
ニュー・ストリート駅の近くには、焼夷弾の火災で破壊されたマーケット・ホール跡があった。これは1962年に取り壊されるまで何年も遺棄されていたもので、買い物客達がくつろげるようにデザインされたオープンスペースが特徴の、「マンゾーニ・ガーデンズ」が建てられた。また、訪れた買い物客が市場の区域を分ける道路を経由して入場する際、建物の側面に位置する牛の壁が見えていた。
しかし、1960年代のブル・リング・センターは当初から問題を抱えており、また時代の産物に他ならなかった。オープン当初には、近代化の極みと考えられていたが、ショッピングセンターのレンタル料が高額すぎ、販売業者から敬遠される結果となったのである。また一般の人々も、地下道やしばしば停止するエスカレーターを使用しなくなった。その上、時代の流れにも合わず、その角ばった灰色のコンクリートのデザインや、環状道路内の隣接地区とは危険な地下道経由でしか結ばれておらず、隔離されているといった点から、程なくして1960年代におけるブルータリスト建築の不運な事例であると見なされるようになった。その後も、人々からはますます嫌われるようになり、バーミンガムはショッピングセンターと自動車道路ばかりのコンクリート・ジャングルだ、という通念を生み出す一因となった。

## ブル・リングの再開発

### 初期の計画

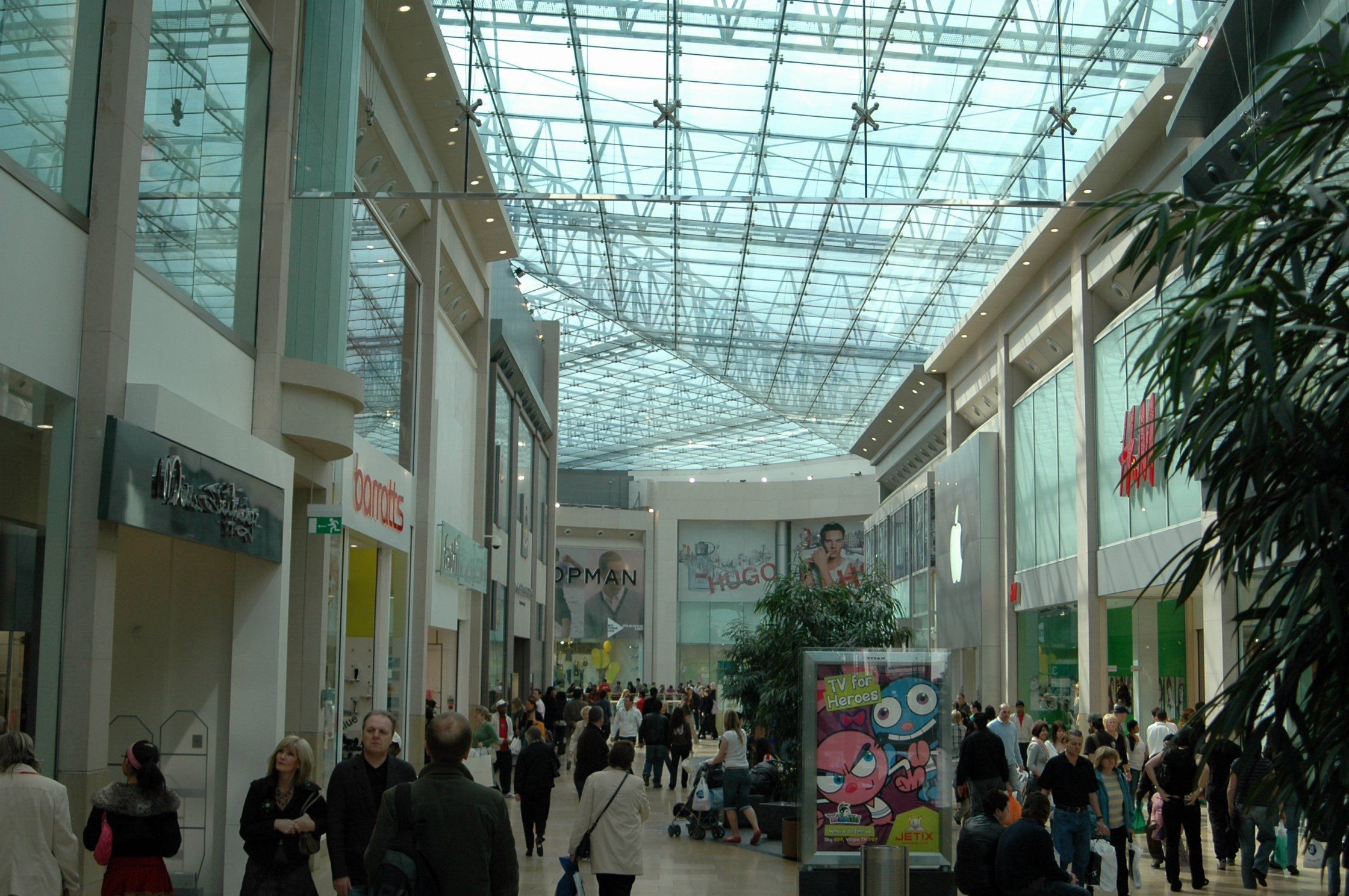
ブルリング内部。

1980年代に、再開発構想が考えられ始めたが、大部分は単なる構想の域にとどまるものだった。1987年、最初の真剣な計画が「ピープルズ・プラン」と呼ばれる文書として公表された。これは、レインのリース権が終了したのを受けて、土地を買収したロンドン・アンド・エジンバラ・トラスト (LET) のためにチャップマン・テイラー・アーキテクツが設計したものであった。この計画には、ブル・リングのショッピングセンターを完全に取り壊すことと、「街に停泊する巨大な航空母艦」のようにデザインされた新しいショッピングモールを建設する提案がなされていた。この新しいモールは全長500メートルの箱形で、3階建ての設計であった。
「バーミンガム・フォー・ピープル」と呼ばれる圧力団体が、ブル・リングの再開発を後援する目的で結成された。彼らは街の4万4000世帯に新しい開発の提案が書かれたリーフレットを配布した。しかし、地域の意見により、LETは計画を変更せざるを得なくなった。
1988年、新たなデザイン案を求める声に応える形で、LETは、多数の建造物と、セント・マーティン教会へ続く広い歩道の通りを備えた、基本設計計画を発表した。「ザ・ロタンダ」(Rotunda) と同じ高さにそびえ立つ2棟の建物を、ニュー・ストリート駅とムーア・ストリート駅の前方に建設する提案が、デザインの一部として出された。しかし、地域からの援助が少なく、計画は実現されなかった。
1995年にも、LETは地域住民との共同作業を経てデザインの修正を行った。しかし、小売業の景気後退により、この計画もまた建設に着手できず、開発実現には至らなかった。

### 計画の成功
LETによる各建設計画が失敗に終わったのち、また新たな計画が浮上した。1990年代中盤、もう一つの建設計画が提出され、各方面からの後援もありマスタープランの発行にまで至った。しかし、この後すぐにそのデザイン案に変更が行われている。また1998年、イギリスのデパート運営会社セルフリッジズは、バーミンガムに店舗を出すことを保留すると述べた。これは地区での新しい店舗の開店について制限があったためで、その代わりにグラスゴーで新店舗をオープンさせることが検討された。セルフリッジズの進出は、バーミンガム再開発計画の重要な一部となっていた。

#### 建設と開業
提案が承認され、開発計画への許可と、1960年代の最初のブル・リング・ショッピングセンターの取り壊しが2000年に始った。この際、店舗はエッジバストン・ストリートにあるラグ・マーケットへと移動された。ショッピングセンターは新しいデザインに代わり、伝統的な市場活動と近代的な小売店の両方が混在した形になった。中心となった建設業者はサー・ロバート・マカルパイン社であった。最初に建設工事が完了したのはネイションワイド住宅金融組合の建物で、ショッピングセンターと直接は繋がってはいなかったが、再開発の一端を成していたものである。そして2003年9月4日に、新たな屋内のショッピングセンター「ブルリング (Bullring) 」がオープンした。
オープン後の最初の週は、リニューアルされたショッピングセンターを見ようと多くの買い物客が押し掛けたため、かなりの多忙さに見舞われることとなった。オープン日の2003年9月4日、ショッピングセンターには27万6600人が訪れている。

### デザインと設計

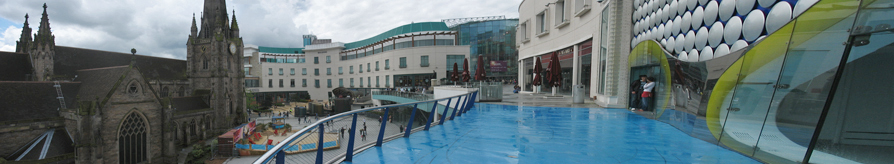
バーミンガムの商業の中心部として機能するブル・リング。左から、セント・マーティン教会、セント・マーティン・スクエア、商業施設、そしてセルフリッジズの建物である。

まずブル・リングでは、セルフリッジズ・デパートの支店が入居する、画期的な建物が特徴である。建物はロンドンがベースの設計事務所フューチャー・システムズとアラップ社が行い、光沢のある1万5000枚のアルミニウムの円盤が取り付けられるなど奇抜な近未来型の建造物となっている。設計したアラップ社によれば、これは、ファッションデザイナーであるパコ・ラバンヌ作の、スパンコールが付いた衣装からヒントを得たものであるという。このセルフリッジズの店舗には6000万ポンドの建設費用が掛けられており、ライン・オルーク社が建設を請け負った。2万5000平方メートルを覆うセルフリッジズ店舗のデザインは、もとあった古いショッピングセンターの取り壊しが行われる少し前の、1999年に初めて披露された。セルフリッジズは2004年の RIBA（王立英国建築家協会）アウォード (Award) やデスティネーション・オブ・ザ・イヤー・リテール・ウィーク・アウォード (Destination of the Year Retail Week Awards) 等、建築に関して8つの賞を受賞している。
ショッピングセンターは店舗が並ぶ地下道が接続し、ガラス製のドアを経由してセント・マーティン・スクエアからも通行可能な、2棟の主要な建物（イースト・モールとウェスト・モール）で構成されている。これら2棟のモールは、それぞれ内部のデザインが異なっている。イースト・モールにある手すりには、金属の骨組みと共にガラスの「宝石」が融和した作りになっており、それらはポリエステルがコーティングされ、各々に異なった配色が施されている。また、建物の至る所でコーム・デジタル社製のタッチ式コンピュータが設置され、買い物客は画面を触れることで、特定の店の位置や建物の地図が表示されるようになっている。
再開発全体は同時進行で公式なプロジェクト雑誌にその経過が掲載され、その後に記念としてブル・リングの推移がイラストや写真で描かれる、「アート・ブック」形式の本が製作された。これら雑誌と本は専門出版社のアルマ・メディア・インターナショナルから出版されている。
ニュー・ストリートから双方の建物へ繋がるドアは、買い物客が混雑したりドアの前で長い列が出来る際に取り外されることがある。同じく、特定の車両が屋内で展示される際、車を内部へ入れるためにドアが外される。
ブル・リングはバーミンガム再開発計画の一部でもある。センターにはイギリスに9つ営業しているApple Storeのうちの2番目の店舗が入居し、また当初「ディクソンズXL」として開店した巨大なディクソンズの店舗は、後の2006年に他のチェーン店と相まって「カリーズ・デジタル」へとブランド名を変更した。ディクソンズの店舗は期待はずれの業績で、ゲームやゲーム関連機器が主に販売されていた区間は、現在閉鎖されている。他にもチェーン全体の事業の衰退等が原因で閉店となった店舗があり、その中にはナイキやエル、ザ・ガジェット・ショップやミュージック・ゾーンが含まれている。
2004年と2005年、建設会社マークス・バーフィールドによりデザインされ、「スパイラル・カフェ」と名付けられた小さなカフェが、セント・マーティン・スクエアからニュー・ストリートへ向かう階段に沿って建設された。この建物の形は貝殻に似せて作られており、丸みを帯びた青銅の屋根の両端はガラスで覆われている。
パーク・ストリートには駐車場があり、ここから歩道橋を通じてセルフリッジズの店舗へと繋がっている。「パラメトリック・ブリッジ」と名付けられたこの歩道橋は、全長37メートルでポリカーボネートが表面を覆っており、通り全体に伸びている。建物の地階には近代的な家具のショールームが設けられている。

### 芸術作品

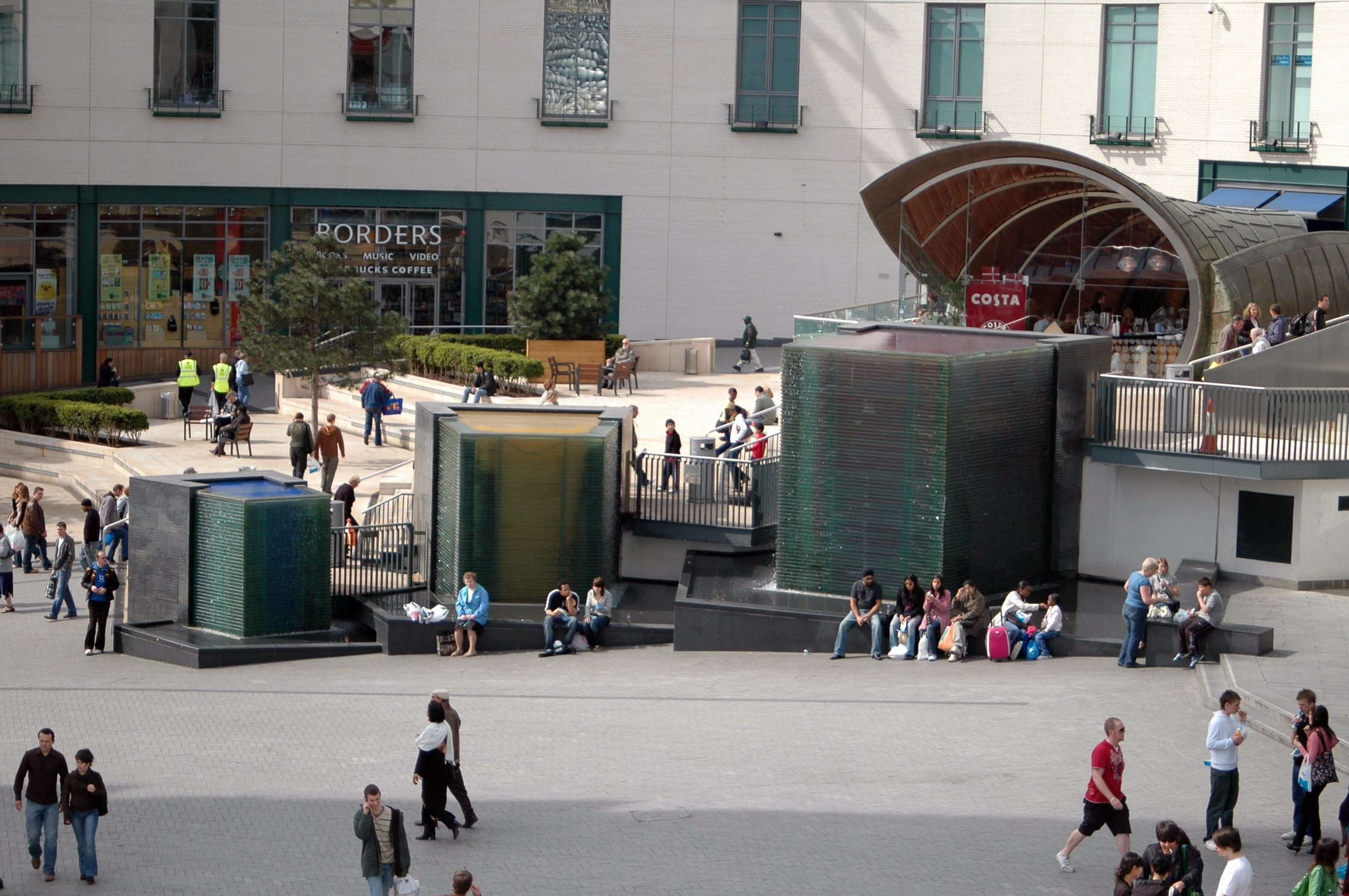
3つの立方体のある泉と、右側後方にあるスパイラル・カフェ。

センターには数々の芸術作品が位置している。以下は作品のリストである。
- セント・マーティン教会の近くには、それぞれ異なったサイズの3つの立方体を模した泉が設置されている。これらは夜になると、一つ一つが違う色で発色する。

- 芸術家のマーティン・ドンリンが製作した、120平方メートルに及ぶガラスの壁が、バーミンガム・ニュー・ストリート駅の入口に面して設置されている。

- それぞれが異なった高さの3本の杖が、ブルリングの両棟の入口付近にあるロタンダ・スクエアに立っている。この杖は風で揺れ動き、炭素繊維の芯から突き出た反射台が、光を反射してビーコン効果を作り出す。夜になると芯は青・緑・赤とそれぞれ一筋の光を発する。

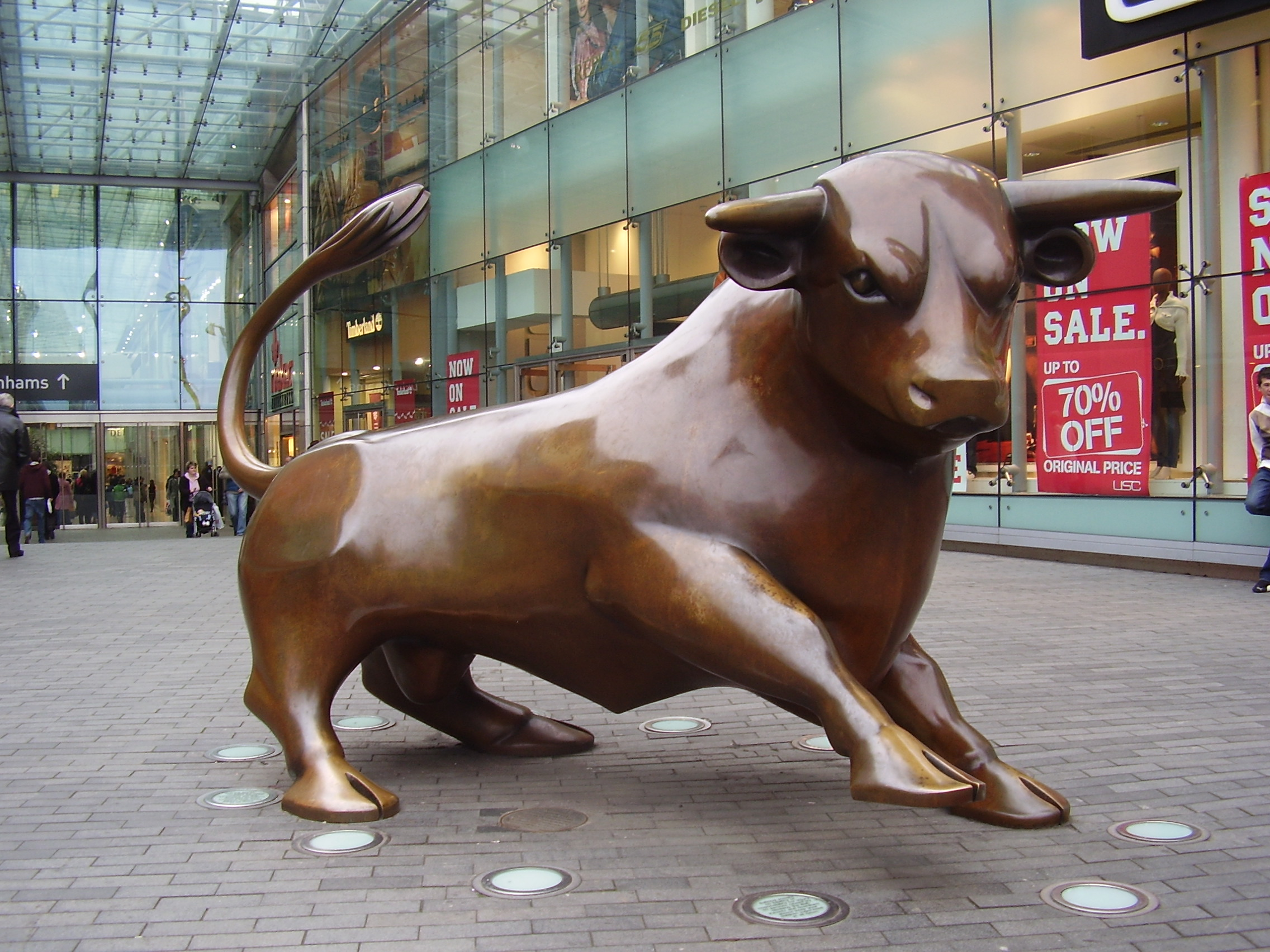
こちらは「ブルリング・ブル」という名称の牛のオブジェ。夜には周りのライトが発行する。

- 西側の建物の入口には「ザ・ガーディアン」と呼ばれる、振り返った2.2メートルの牛の青銅彫刻が立っている。これはローレンス・ブローデリックにより創られたもので、バーミンガムを訪れる人達からよく被写体として写真に収められる像である[27]。像は2005年に壊され[28]、修復のためいったんは取り外されたが、同年の後期に修繕されてもとの位置へと戻った。製作者である彫刻家は、この像を「ブルーミー・ザ・ブル」という名前に変更すると発表した[29]。像は2006年にも再び損壊の被害を受けている[30]。

- セント・マーティン・スクエアを見渡せば、ホレーショ・ネルソンの像が建てられているのがわかる。この銅像は当初バーミンガムの公共の記念碑として、リチャード・ウェストマコットにより彫刻されたものである。これはイギリスで最初に建てられたネルソンの造形的な記念碑であり（モントリオールに建てられた後、世界で唯一2番目に造られたものでもある）、1809年10月25日にジョージ3世の50周年記念祭の一環として披露された。像は元々は以前のブル・リングの端で大理石の台の上に位置していたが、台は1958年に移動された際に損傷し、1960年からは現在のポートランド石の台座が使用された。ブルリングの開発の一部として、関係者らが像を柵で囲み修復することに賛同したが、ブルリングがオープンとなった2003年には、柵が作られる兆候すら無かった。そこでバーミンガム市民協会が再び柵を作るキャンペーンを実施したが、ブルリング側はそうした策を作ると健全さや安全性に危険が生じ、公共の場としての開かれた空間が破壊されてしまう恐れがあると反対した。しかし、2005年9月には像に柵が作られた。これはちょうどトラファルガーの海戦から200周年にあたる年であった。

- クリスマスが近づくにつれ、セント・マーティン・スクエアにはクリスマスツリーの形状に似た、銀色の建造物が建てられる。この際クロムめっきされた大きなボールが、同じくクロムめっきの星で飾られた円錐型の建物にぶら下げられる。また、大きな星が、双方の建造物の間につりさげられる。夜になれば、星やクロムでメッキされた建造物の両方に、イルミネーションを施される。

### ロタンダ
ジェームズ・A・ロバーツがデザインした最初のブル・リング・ショッピングセンターの一部には、12階に及ぶ円形のオフィス区画が含まれていた。しかし、彼のデザインを改訂する中で、この区画は25階にまで増加されている。この結果、屋上のレストランや映画館の建設計画は却下された。これが「ロタンダ (Rotunda) 」になり、1960年代の再開発から未だに残存する部分となった。
現在このロタンダ部分は、アーバン・スプラッシュ社によりアパートへ改造されている。ロタンダは開発区域の近隣に位置し、1960年代のセンターと同時期に建設されたにもかかわらず、デザインには含まれていたが再開発の一部ではなかった。ブルリングの壁に使用されている石の一つには、ロタンダに向けて作られた詩が彫られている。また、この建造物にちなみ、ハイ・ストリートとニュー・ストリートに面する、両方のモール前方の広場は、「ロタンダ・スクエア」と名付けられている。

### ブルリングの初年度
営業を行った最初の年、新しくオープンしたブルリングには通算3650万人の来場者を記録し、ロンドンのウェスト・エンド以外では最も来場者数の多いショッピングセンターとなった。これは最も多く見積もった事前予測さえも上回り、ブルリングの後援者は5億3000万ポンドの総工費が妥当であったと満足な態度を示した。この新しいブルリングは、現在ヨーロッパにおける街の中心部の巨大なショッピングセンターの一つとなっている。
来場者を引き付ける目的で、初年度には広告キャンペーンも行われた。キャンペーンは主にテレビ広告で構成され、「ヨーロッパにおけるショッピングの中心地は、もはやヨーロッパ本土にはない (Europe's shopping capital is no longer on the mainland) 」というスローガンが用いられた。ショッピングセンターの店舗を運営する店長らが、訪れた人々の意見を聞けるよう、ちらしの配布も行われている。

## 参考
以下は翻訳元の英語版 (en:Bull Ring, Birmingham) からの出典項目である。
1. ↑  “Bullring Facts”.   Official Bullring Website. 2010年9月23日時点のオリジナルよりアーカイブ。2019年1月4日閲覧。
2. ↑  [リンク切れ]
3. ↑  http://www.e-architect.co.uk/birmingham/birmingham_bullring.htm
4. ↑  "Letting Area (square metres), 2007" from page 15 of Key Note, Market Assessment 2008: Shopping Centres, ISBN 978-1-84729-231-5
5. 1 2 3   Remaking Birmingham: The Visual Culture of Urban Regeneration. Kennedy, Routledge Ltd.. (2004). pp. 17-18. ISBN 0415288398
6. 1 2 3 4  BGFL: John Morris Jones - The Centre of Birmingham
7. ↑  Rodrick, Anne Baltz (2004). Self-Help and Civic Culture: Citizenship in the Victorian Birmingham. Ashgate Publishing Ltd.. pp. 65. ISBN 0754633071
8. ↑  Noszlopy, George Thomas (1998). Public Sculpture of Birmingham: Including Sutton Coldfield. Liverpool University Press. pp. 160. ISBN 0853236925
9. ↑  I'VE JUST TWO WORDS FOR IT!; Name change protest - Birmingham Evening Mail, August 29, 2003
10. ↑  Deckker, Thomas (2000). The Modern City Revisited. Taylor & Francis. ISBN 0419256407
11. ↑  Larkham, Peter J. (1996). Conservation and the City. Routledge. pp. 56. ISBN 0415079470
12. ↑  Guy Jackson, Red tape means blue-chip store may abandon move to city[リンク切れ], The Independent, 1998年6月19日, accessed 2006年11月11日
13. ↑  “Building the BullRing” (pdf).   Birmingham City Council. 2008年5月29日閲覧。
14. ↑  New look for much maligned centre - icBirmingham, September 4, 2003 (Accessed March 17, 2007)
15. ↑  276,600 welcome the Bullring - icBirmingham, September 5, 2003 (Accessed March 17, 2007)
16. ↑  Selfridges at Future Systems Archived 2006年11月9日, at the Wayback Machine., accessed 2006年11月11日
17. 1 2  Selfridges construction pdf
18. ↑  Future Systems Awards Archived 2008年5月31日, at the Wayback Machine., accessed 2006年11月11日
19. ↑  Perfect finish for Bullring balustrades, Finishing, 01-SEP-03
20. ↑  Calm Digital: Birmingham Bull Ring Archived 2007年7月13日, at the Wayback Machine.
21. ↑  Alma Media
22. ↑  Anna Jeys, Bullring hit by burden of empty stores, Birmingham Mail, 2006年8月4日, accessed 2006年11月11日
23. ↑  Music Zone closes Brum branch - Birmingham Post, January 26, 2007 (Accessed March 17, 2007)
24. ↑  Copper Development Association UK: Copper in Architecture Design Award - Spiral Cafe, St Martin's Square, Birmingham Archived 2008年6月12日, at the Wayback Machine.
25. ↑  Spatial Information Architecture Laboratory: Projects: Parametric Bridge Archived 2008年6月17日, at the Wayback Machine.
26. ↑  BBC Birmingham: Art of the Bullring
27. ↑  Sculptor finally given plaque tribute - icBirmingham, September 14, 2004 (Accessed March 17, 2007)
28. ↑  Bully's put out of sight - Birmingham Mail, June 29, 2005 (Accessed March 17, 2007)
29. ↑  Bull's creator backs name campaign, icbirmingham.co.uk, 2003年11月6日, accessed 2006年11月11日
30. ↑  Brum's bull in new vandal attack - Birmingham Mail, February 6, 2006 (Accessed March 17, 2007)
31. ↑  UK's busiest shopping centre - icBirmingham, September 3, 2004 (Accessed March 17, 2007)

- Laing (1960). The Bull Ring Centre. Laing developers
- Price, Victor J. (1989). The Bull Ring remembered: the heart of Birmingham and market areas. Studley: Brewin
- Stephens, W.B. (1964). "The Growth of the City", A History of the County of Warwick: Volume 7: The City of Birmingham
- Upton, Chris (1993). A History of Birmingham. pp. Chapter 26: The Changing Bull Ring. ISBN 0-85033-870-0
- Chinn, Carl (2001). Brum and Brummies: Volume 2. pp. Chapter 1: The Heart of Brum: The Bull Ring. ISBN 1-85858-202-4
- Baird, Patrick (April 28 2004). The Bull Ring, Birmingham. Sutton Publishing. ISBN 0-75092-920-0